# Johann Gottlieb Blümner
Johann Gottlieb Blümner (* 10. Mai 1763 in Strehlen; † 17. Februar 1837 in Breslau Provinz Schlesien) war ein preußischer Beamter.

## Leben
Johann Gottlieb Blümner wurde als Sohn eines Wundarztes geboren, der später die Stelle eines Akzise-Einnehmers in Münsterberg annahm und als Ober-Akzise-Einnehmer nach Breslau versetzt wurde; er hatte fünf Geschwister.
Johann Gottlieb Blümner besuchte die Stadtschule in Münsterberg und, nachdem er die lateinische Sprache etwas beherrschte, ging er zu seinem Großvater nach Strehlen zurück, um an dem Unterricht eines Kandidaten der Theologie teilzunehmen.
1775 besuchte er bis 1779 das Gymnasium in Hirschberg, konnte dann jedoch aus mangelnden finanziellen Gründen nicht studieren, sondern gab bereits während des Besuch des Gymnasiums Unterricht in französischer Sprache, um seinen Lebensunterhalt zu bestreiten.
1779 wurde er Supernumarius (Beamtenanwärter) beim Akziseamt in Münsterberg und nach anderthalb Jahren Akzisekommis in Kartschen in Oberschlesien.
1783 strich König Friedrich II. die Beamtenstellen, die nicht beim Militär gedient hatten, hiervon war auch Johann Gottlieb Blümner betroffen, der sich daraufhin ein Zeugnis von der Accisedirektion in Neisse über seine Dienstführung und den Grund seiner Entlassung ausstellen ließ und reiste mit seinem Vater zum damaligen Justizminister Freiherr Adolph von Danckelmann, den sein Vater aus Kindertagen bereits kannte. Dieser stellte Johann Gottlieb Blümner bald darauf als Kanzleiassistent ein, nachdem er seine Wiederanstellung bei der Akzise abgelehnt hatte; die Akzisedirektion hatte ein Versehen eingeräumt, und wollte ihn als Offiziantensohn wieder einstellen, damit er die Stelle seines Vaters übernehmen könne.
1790 wurde Johann Gottlieb Blümner Ministerialregistrator, kurz darauf verlor er jedoch durch den Rücktritt des Justizministers einen wichtigen Förderer.
1800 erfolgte seine Beförderung zum Oberamtsregierungsvorschussrendanten. 1809 wurde ihm am Oberlandesgericht Breslau die Stelle eines Rendanten der Vorschußkasse, kombiniert mit der Salarienkasse (Besoldungskasse), übertragen, dieses Amt übte er bis zu seiner Pensionierung 1829 aus.
1798 heiratete er die Tochter des Bäckerältesten Rühl aus Breslau; gemeinsam hatten sie sechs Kinder, allerdings überlebten ihn nur seine Ehefrau und zwei Kinder.

## Ehrungen
1824 erhielt er, auf den Vorschlag des Oberlandesgerichtspräsidenten Karl von Falkenhausen (1760–1835), vom König Friedrich Wilhelm III. den Titel eines königlichen Hofrates verliehen.